# Joseph-Auguste Fort
Pour les articles homonymes, voir Fort.
Joseph-Auguste Aristide Fort, né à Mirande le 19 octobre 1835 et mort à Menton « villa le vallon solitaire » le 19 janvier 1912, est un médecin, anatomiste, chirurgien et voyageur français. 

## Biographie
Reçu docteur en médecine en 1863, agrégé en 1868, professeur libre d'anatomie à l’École pratique de la faculté de médecine de Paris, Jules Ferry le charge en 1880 d'une mission de recherche sur l'enseignement de la médecine en Amérique du Sud. 
Il part ainsi de Bordeaux le 5 mai 1880 et arrive à Montevideo le 19 juin. Il visite alors les institutions médicales de la capitale de l'Uruguay et donne des conférences. Il se rend ensuite à Rio de Janeiro où il juge l'enseignement médical très insuffisant et fait une leçon d'anatomie à Pedro II qui le décore de l'ordre de la Rose. 
Fin 1880, Fort revient en France puis repart l'année suivante pour le Brésil où il réside plus d'une année à Rio et voyage à Jaguarão, Bagé et Santana do Livramento où il échappe à une tentative d'assassinat. Il voit encore Salto et songe à s'installer à Montevideo mais la violente campagne de presse dont il est le sujet par le corps médical l'en dissuade. 
Fort, en février 1886, fait un nouveau voyage au Chili. Parti de Bordeaux, il atteint Buenos Aires puis, en train, gagne Mendoza et, à dos de mulet, passe la cordillère des Andes en une semaine. Il s'installe alors à Santiago où il doit faire revalider ses diplômes pour pouvoir exercer. Il doit, comme à Montevideo, affronter une importante coalition de médecins et d'étudiants chiliens. Si Fort a publié beaucoup, il s'est aussi fait de nombreux ennemis par son caractère, que ce soit en France ou en Amérique du Sud.
Dans Le Journal en date du 27 juin 1905, un journaliste y relate les débats du procès du docteur Fort, auquel « l’action publique reproche sa négligence et son imprudence, au sujet de deux opérations malheureuses, qu'il fit à l'aide de l'électrolyseur linéaire, instrument dont il est l'inventeur ». Le docteur Fort avait laissé un bout de sonde de caoutchouc dans l'estomac du commandant Amouroux, et dans la vessie d'un receveur des contributions indirectes, M. Viry. Le commandant meurt, 15 jours après l'opération, et le receveur, au bout de quinze mois. Néanmoins, le Parquet n'a relevé contre le docteur Fort que le délit de blessures par imprudence.
À la fin du XIXe siècle, le Docteur Fort vient passer ses étés à Biarritz ou sa mère s’est retirée. Dès 1890, il achète des terrains notamment ceux qui bordent plus tard l’avenue des Pyrénées (avenue Joffre aujourd’hui). Il vend en 1910 à Frédérick Edward Gibert alors agent consulaire des États Unis, mais également président des fêtes de Biarritz les terrains à bâtir ou sera construite la Villa Zurbiac. Joseph-Auguste Fort, lors de son installation à Menton, fit donation à sa fille et son gendre Pierre Marie « Charles » Mestre de La Roque de ses biens à Biarritz. Ceux-ci feront construire les villas Colonna (1893), Claire-feuille (ex villa Faust), Miranda (style néobasque) et la villa Mauresque (ex villa Fort), toutes encore resplendissantes à Biarritz aujourd'hui.
Le docteur Fort meurt à Menton en 1912, il avait demandé à reposer à Biarritz au cimetière Sabaou ou son caveau se trouve aujourd’hui conformément à ses dernières volontés.

## Œuvres
- Réflexions sur la névralgie lombo-abdominale considérée surtout au point de vue des causes et du diagnostic, 1863
- Traité élémentaire d'histologie, 1863
- Anatomie descriptive et dissection, contenant un précis d'embryologie, avec la structure microscopique des organes et celle des tissus, 3 vol, 1866
- Anatomie et physiologie du poumon, considéré comme organe de sécrétion, 1867
- Manuel de pathologie et de clinique chirurgicales, avec Émile Ménière, 1869
- Résumé d'anatomie, 1870
- Agenda annuaire ou guide pratique de l'étudiant, 1873
- Résumé de pathologie et clinique chirurgicale, 1873
- Manuel d'anatomie, 1875
- Guide-annuaire de l'étudiant en médecine et en pharmacie, 1875-1876
- Leçons sur les centres nerveux, professées à l'École pratique de la Faculté de médecine de Paris, 1878
- Nouvel abrégé d'anatomie descriptive, 1879
- Nouveau guide de l'étudiant en médecine et en pharmacie, 1879-1880
- Cours de médecine opératoire, 1880
- Manuel de physiologie humaine, 1880
- Atlas d'anatomie chirurgicale, contenant les principales régions du corps humain, 22 planches de grandeur naturelle avec l'explication très détaillée de ces planches, 1888
- Nouveau procédé pour guérir les rétrécissements de l'urèthre rapidement et sans aucun danger, 1888
- Le Récit de ma vie avec la description d'un voyage et d'un séjour dans l'Amérique du Sud, 1893
- Congrès de médecine de 1900. Section de chirurgie générale. Communication sur le traitement des rétrécissements œsophagiques par l'électrolyse linéaire, 1900
- Traitement des rétrécissements urétaux et œsophagiens par l'électrolyse linéaire, 1900